# كيربال سبيس بروجرام 2
كيربال سبيس بروجرام 2 (بالإنجليزية: Kerbal Space Program 2)‏ هي لعبة فيديو قادمة ستنشرها شركة بريفيت ديفيجن وهي الجزء الثاني للعبة كيربال سبيس بروجرام.من المقرر إصدار اللعبة على أجهزة مايكروسوفت ويندوز،بلاي ستيشن 4،بلاي ستيشن 5،إكس بوكس ون وإكس بوكس سيريس إكس وسيريس أس في 2022.